# Syndrome du chat caressé-mordeur

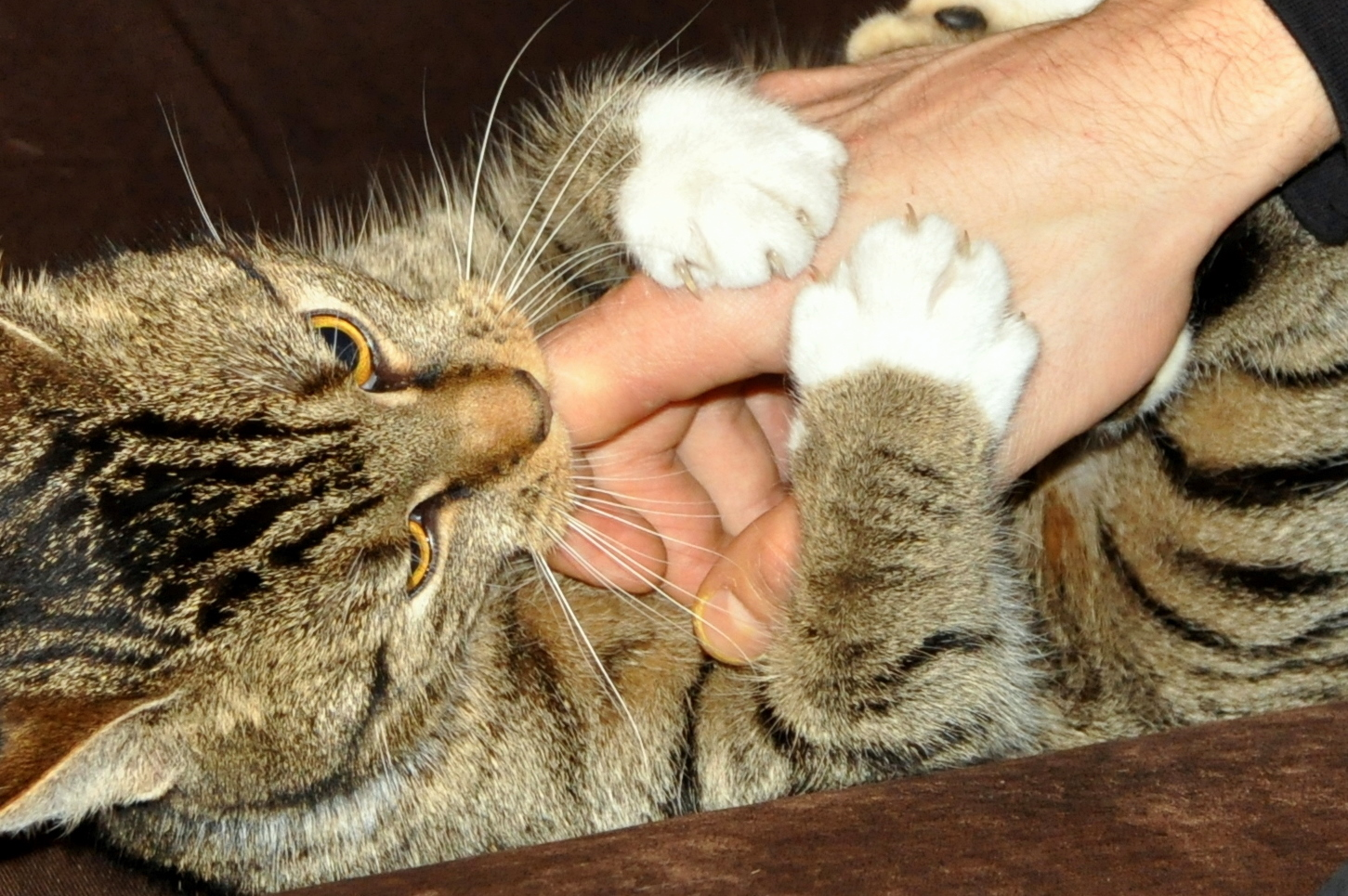
Un chat qui se retourne contre la personne qui la caresse est généralement un chat dont les signaux d'agacement n'ont pas été perçus par l'humain.

Le syndrome du chat caressé-mordeur est, en psychiatrie vétérinaire, un comportement du chat où il mord subitement la personne qui le caresse. Contrairement à ce que ce nom peut laisser supposer, il ne s'agit pas d'un diagnostic médical mais d'un problème de communication entre chat et humain.

## Mécanisme
Une caresse peut provoquer une agression par irritation de l'animal. Le chat étant très sensible aux stimuli tactiles, son seuil de sensibilité et de tolérance est rapidement atteint lorsqu'il est caressé. Les signaux d'inconfort que le chat envoie sont mal interprétés par l'humain, qui continue malgré tout à le caresser. L'animal mord comme manière de mettre fin à l'interaction.

## Origine
La raison pour laquelle le chat adopte ce comportement est controversée. Les chats auraient du mal à supporter les caresses ailleurs que sur la tête et le cou, et leur seuil de tolérance est variable d'un individu à un autre. Selon le vétérinaire Claude Béata, le fait de ne pas avoir caressé la mère pendant sa gestation peut rendre les caresses désagréables voire douloureuses chez les chatons.

## Résolution
La personne qui caresse l'animal doit cesser avant que le chat n'en ait assez, et apprendre quelle est la limite de tolérance du chat. Pour cela, il est nécessaire que la personne apprenne à décrypter les signaux d'agitation envoyés par l'animal : recul des oreilles, balancement de la queue, corps qui se tend, frissons cutanés, dilatation des pupilles.
Il est aussi possible d'apprendre en utilisant le contre-conditionnement, en associant les caresses avec une récompense, et en allongeant progressivement la durée des caresses.
La médication est controversée.